# Aquabacterium olei
Aquabacterium olei es una bacteria gramnegativa del género Aquabacterium. Fue descrita en el año 2015. Su etimología hace referencia a óleo. Es aerobia y móvil por flagelo polar. Tiene un tamaño de 0,6-0,9 μm de ancho por 1-2 μm de largo. Forma colonias transparentes, viscosas y convexas tras 2 días de incubación en agar R2A. Temperatura de crecimiento entre 10-37 °C, óptima de 28 °C. Catalasa y oxidasa positivas. Se ha aislado de suelos contaminados en Corea del Sur. 